# Kenjiro Takayanagi
Kenjirō  Takayanagi (高柳健次郎, Takayanagi Kenjirō) (1899-1990) est un ingénieur pionnier en électronique japonais, considéré comme l'un des « pères de la télévision ».
Il est l'inventeur du premier poste de réception télévision au monde. En 1925, il s'inspire des travaux de John Logie Baird, et du disque de Nipkow, mais utilise en plus un tube cathodique pour restituer le signal de réception. La première démonstration a lieu le 25 décembre 1926, à la l'école industrielle Hamamatsu, où il enseignait. Elle précède de presque une année celle de Philo Farnsworth, tenue à San Francisco le 7 septembre 1927, laquelle n'utilisait pas le disque de Nipkow.
Il travaille ensuite pour NHK puis JVC, dont il devient vice-président. Ses études portèrent sur la télévision en couleurs et les enregistreurs à vidéocassette.

## Récompenses
- 1980 : Personne de mérite culturel
- 1981 : Ordre de la Culture[1].